# محمد دياب
محمد دياب (مواليد 7 ديسمبر 1978) هو مخرج وكاتب سيناريو مصري، تخرج من كلية التجارة وإدارة الأعمال جامعة قناة السويس بالإسماعيلية وهو شاب هاوٍ للكتابة. أنهى دراسته وتوجّه بعدها للعمل في أحد البنوك الأجنبية بالقاهرة، ثم أدرك صعوبة إستمراره في تلك المهنة مع حبه للكتابة، فترك عمله وتوجه في عام 2005 لدراسة فن كتابة السيناريو في أكاديمية نيويورك للسينما.

## أعماله

### أعماله السينمائية
- زمن أبو الدهب:2014
- سيناريو فيلم أحلام حقيقية
- سيناريو فيلم الجزيرة
- سيناريو فيلم ألف مبروك
- سيناريو فيلم بدل فاقد
- سيناريو فيلم 678
- سيناريو فيلم ديكور
- مسلسل Moon Knight

### أعماله التلفزيونية
- المشاركة في إعداد حلقات من برنامج الطريق الصح، للأستاذ معز مسعود.
- المشاركة في إعداد برنامج (رحلة اليقين) تقديم معز مسعود
- كتابة حلقات برنامج (خطوات الشيطان) بالاشتراك مع خالد دياب وشيرين دياب، للأستاذ معز مسعود .
- مسلسل طايع بطولة عمرو يوسف.

### أعماله المسرحية
- عبور وانتصار 2017

### أعماله الإذاعية
- إعداد وإذاعة حلقات برنامج غني صح، على قناة راديو صوتكم.

### أعماله كشاعر
- أغنية برنامج الطريق الصح، غناء محمود العسيلي. تلحين (معز مسعود)
- أغنية تتجوزيني، غناء هاني عادل تلحين (معز مسعود).
- أغنية برنامج خدعوك، تقديم مصطفى حسني.
- كتابة أغنية برنامج على باب الجنة، تقديم مصطفى حسني. تلحين (محمد راجح)
- كتابة أغنية «الميدان» غناء وتلحين حمزة نمرة.
- كتابة أغنية «بص في وشوش» غناء تامر حسني. تلحين (تامر عاشور)
- كتابه أغنية «متجننه» غناء (بشري) تلحين محمود العسيلي.

### الإخراج
- فيلم 678
- فيلم اشتباك
- فيلم أميرة
- مسلسل فارس القمرمسلسل اين ابنى
- شارك في إخراج عدد من حلقات مسلسل فارس القمر (مسلسل)

## روابط خارجية
- محمد دياب على موقع IMDb (الإنجليزية)
- محمد دياب على موقع قاعدة بيانات الأفلام العربية
- محمد دياب على موقع ألو سيني (الفرنسية)
- محمد دياب على موقع أول موفي (الإنجليزية)
- محمد دياب على موقع قاعدة بيانات الأفلام السويدية (السويدية)
- محمد دياب على موقع قاعدة بيانات الفيلم (الإنجليزية)
- محمد دياب على موقع كينوبويسك (الروسية)